# Ельцы (Тверская область)
Ельцы — село в Селижаровском районе Тверской области, центр Елецкого сельского поселения.

Расположено в 36 км к юго-востоку от поселка городского типа Селижарово на левом берегу Волги. Находится на старом тракте «Ржев — Осташков» (новая автодорога «Ржев — Селижарово — Осташков» обходит село с юго-запада) в 58 км от Ржева.

В Селе есть средняя школа, дом культуры, библиотека, магазины, кафе, почта.
Через село протекает река Ельчанка. В 350-х метрах от западной границы села течёт река Волга.
Три улицы: Заречная, Молодёжная, Новинки и Школьный переулок.

## История
Первое упоминание села в летописях относится к 1477 году.
В грамоте Бориса Волоцкого в 1477 году в числе селений, отказанных им его супруге Ульянии. В конце XVI века оно было очень населенное; на местности его, кроме села, находились еще: слобода Елецкая, на реке Волге, и слободка Селище на той же реке; в селе и двух слободках было до пяти церквей». 
В XVI—XVII веках относилось к волости Ельца Ржевского уезда Русского государства.
В середине XIX века Ельцы (Княжое) — крупное торговое село, относилось к одноимённой волости Ржевского уезда Тверской губернии.
В 1859 в селе 107 дворов, 704 жителя, в 1883—190 дворов, 905 жителей, земское училище, кожевенный завод, 2 красильни, сапожная и портняжная мастерские, кузница; 4 ярмарки в год.
Даже в начале XX века, пережив разорение, село Старые Ельцы, именно так оно называлось в официальных документах до революции, поражает своей многонаселённостью - более пяти тысяч прихожан Благовещенского храма, к которому относилась 31 деревня.
В 1918-25 Ельцы — центр одноимённой волости и сельсовета Ржевского уезда. По переписи 1920—249 дворов, 1025 жителей.
В 1929-30 годах село было центром Ельцовского района в составе Ржевского округа Западной области. С 1935 года в составе Кировского района Калининской области.
Во время Великой Отечественной войны в селе не было боев, здесь обосновались немцы, в школе устроили свой госпиталь, сожгли заводы и многие дома. Уцелела всего несколько домов и школа.
В 1970-80-е годы — центральная усадьба колхоза «Россия».
С 2005 года Ельцы - центр Елецкого сельского поселения
С 2018 года Елецкое сельское поселение объединили с Большекошенским сельским поселением.

## Достопримечательности

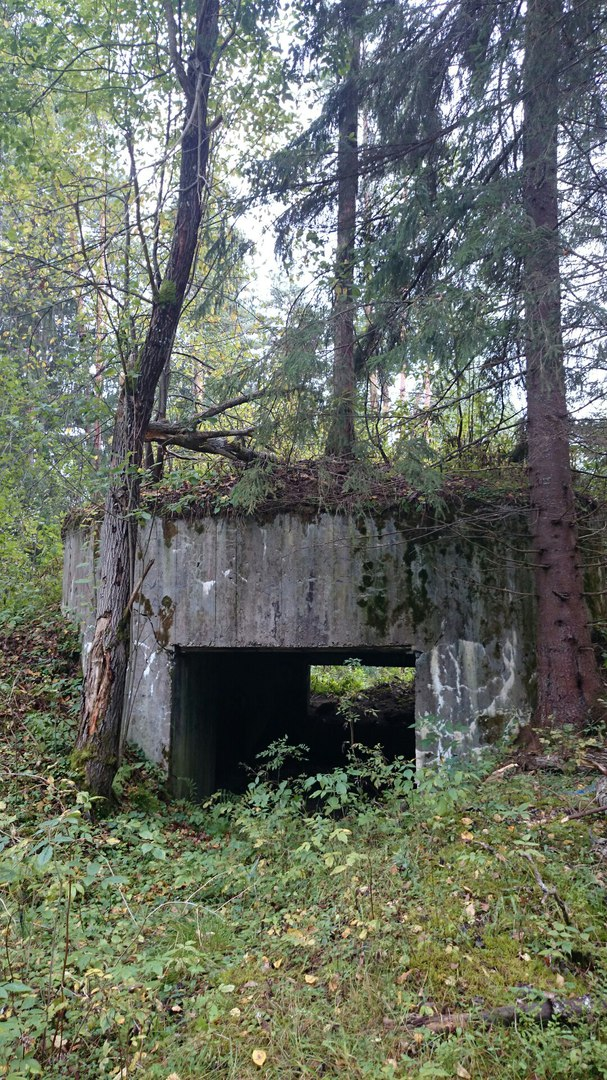
ДОТ в лесу, близ деревни Юркино (Елецкое СП)

- Братская могила воинов, павших во время Великой Отечественной войны.
- Церковь Покрова Пресвятой Богородицы, построенная в 2005 году.
- Святой ключ "Здоровец" ( XIV век) и Часовня Параскевы Пятницы (строится)
- Бенский порог уникальное место где можно увидеть самые крупные пороги реки Волги
- Многочисленные ДОТы и ДЗОТы построенные в рамках Ржевско-Вяземской стратегической наступательной операции в 1942 году.
- Елецкая Круча — высокий берег (обрыв) реки Волги, с которого открывается живописный вид на реку и вековые хвойные лесные массивы.

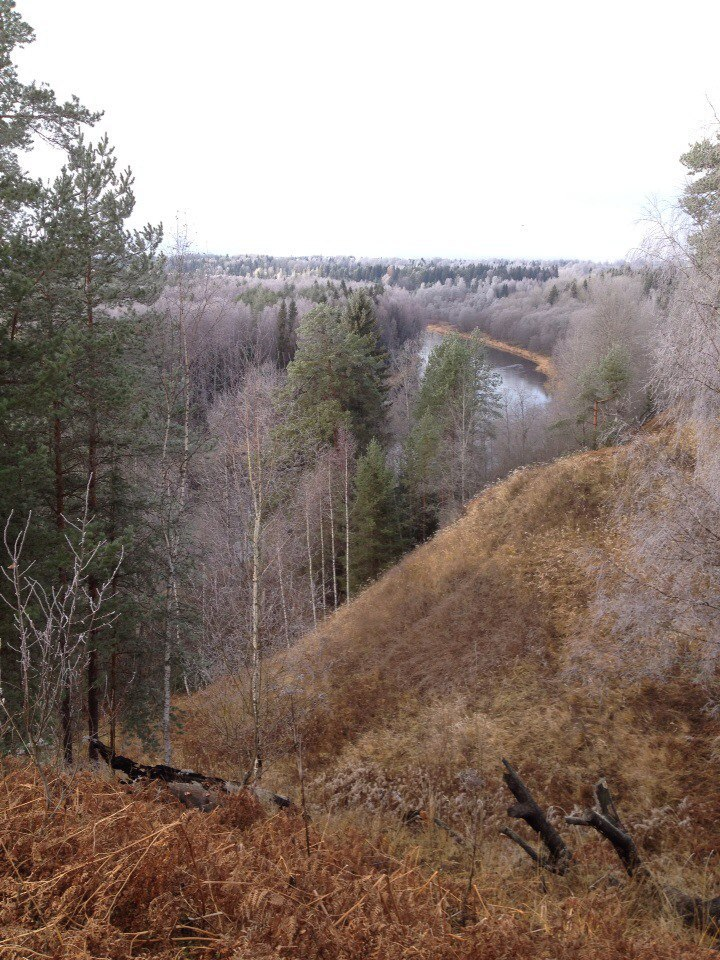
Высокий берег р. Волга около села Ельцы ранней весной

## Население
| 1859 | 1883 | 1920  | 1997 | 2002 | 2008 | 2010 |
| ---- | ---- | ----- | ---- | ---- | ---- | ---- |
| 763  | ↗818 | ↗1025 | ↘291 | ↘285 | ↘239 | ↘224 |